# Damaeus auritus
Damaeus auritus är en kvalsterart som beskrevs av Koch 1835. Damaeus auritus ingår i släktet Damaeus och familjen Damaeidae. Inga underarter finns listade i Catalogue of Life.